# Wielki Cubryński Ogród

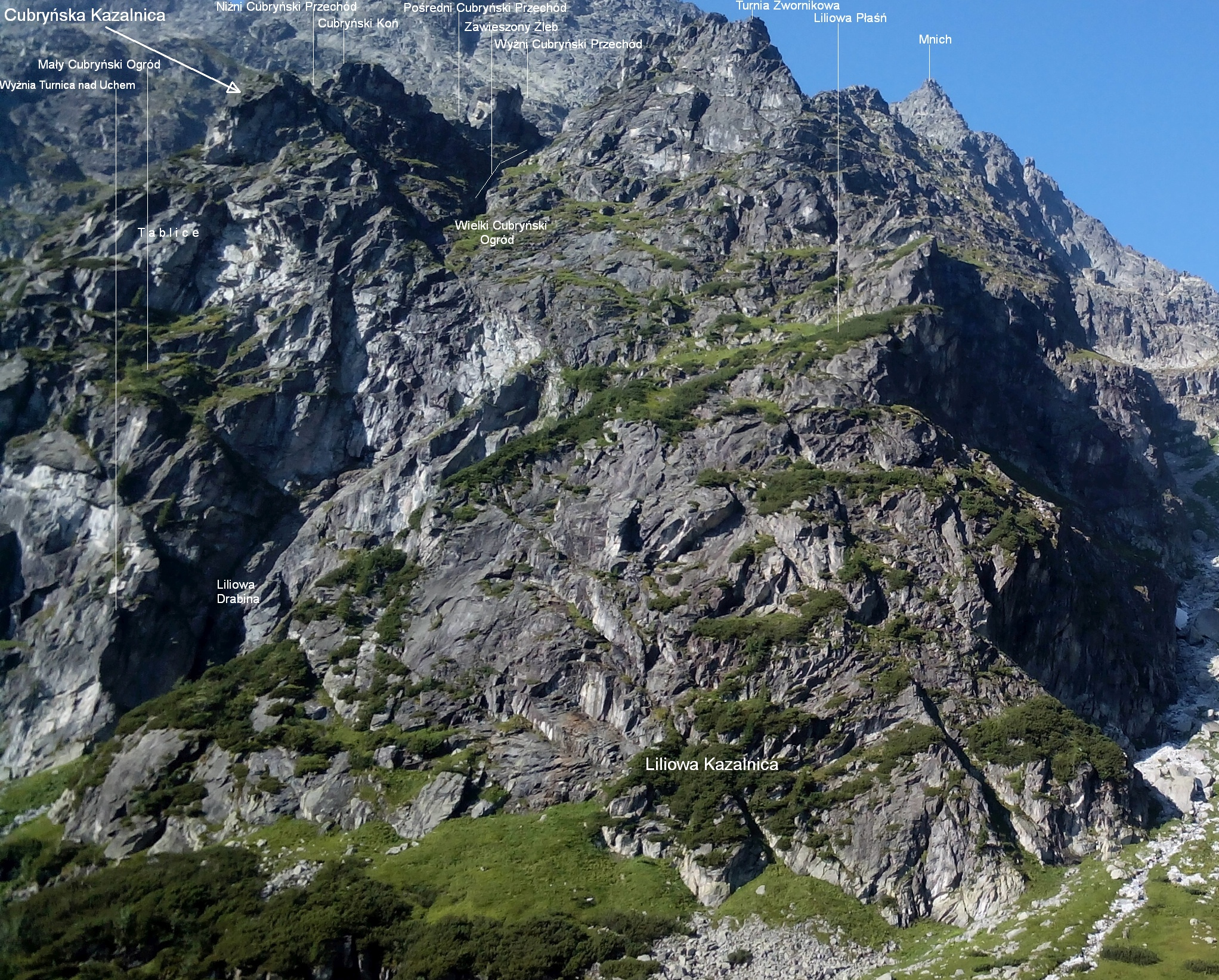

Wielki Cubryński Ogród (niem. Lilienplatte, słow. Veľká čubrinská záhrada, węg. Nagy-Csubrinai-kert) – skalisto-trawiasty taras w masywie Cubryny nad Morskim Okiem w polskich Tatrach Wysokich. Znajduje się w środkowej części jej ściany opadającej do zatoki Ucho nad piargami po południowo-zachodniej stronie Morskiego Oka. Jest to mniej stromy, środkowy obszar o charakterze urwiska, złożony z trawników poprzedzielanych niskimi ściankami i gładkimi, połogimi płytami. Po prawej stroni (patrząc od dołu) przechodzi w trawniki Liliowej Płaśni. Po lewej stronie ograniczenie Wielkiego Cubryńskiego Ogrodu tworzy Zawieszony Żleb opadający z Wyżniego Cubryńskiego Przechodu. Dolna część podcięta jest trudną do pokonania ścianą opadającą do Ucha.
W gwarze podhalańskiej ogrodem nazywano wysoko w górach położony niewielki kociołek o podciętej ścianie i piarżystym dnie, taras na stromym stoku lub piętro doliny. W tym znaczeniu słowo ogród używane było głównie przez dawnych tatrzańskich pasterzy, myśliwych i kłusowników.
Przez Wielki Cubryński Ogród prowadzi kilka dróg wspinaczkowych.

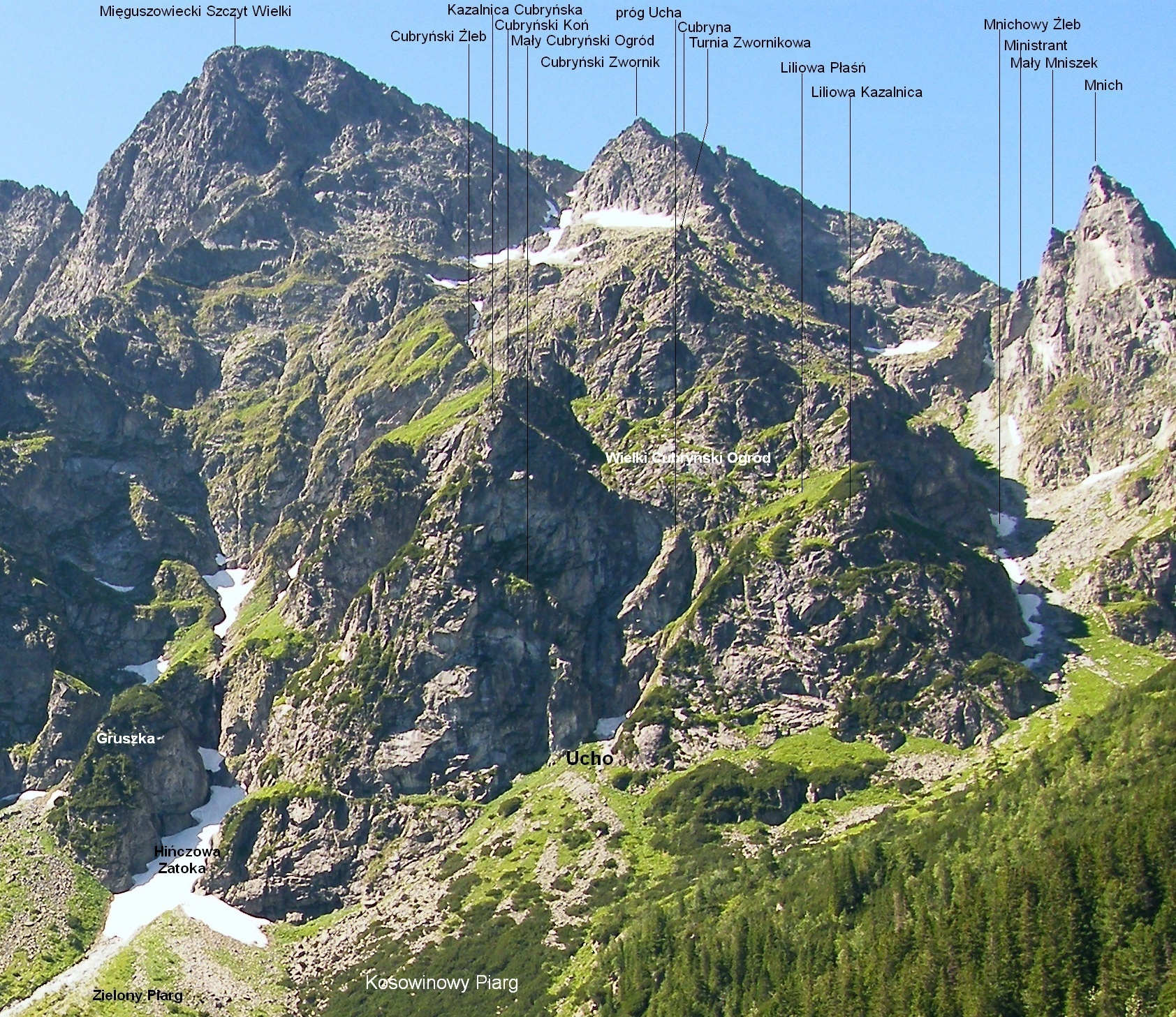
Wielki Cubryński Ogród wśród opisanych obiektów